# Салкъм
Салкъм (Robinia) е род от предимно бодливи храстови и дървесни растения от сем. Бобови. Досега са описани 4 вида и 4 междувидови хибрида от този род. Произхождат от Северна Америка, но някои видове са пренесени от човека на други места, където често се считат за инвазивни. В Европа са интродуцирани и четирите вида, в България само един вид е натурализиран – бял салкъм (Robinia pseudoacacia), другите видове се срещат само като изкуствени насаждения.

## Название
В разговорния език, видовете от род Robinia често се наричат акации, което създава объркване тъй като род Acacia също се нарича акация. За да се избегне това двусмислие, в българската научна ботаническа литература се предпочита името салкъм. Респективно, „акациевият мед“ в България се получава от вида бял салкъм (Robinia pseudoacacia).

## Морфология
Широколистни дървета или храсти с височина 4 – 25 метра. Младите растения често с големи бодли. Листата са сложни нечифтоперести, със 7 – 21 листчета.
Цветовете събрани във висящи гроздовидни съцветия. Венчето е бяло или розово с 5 венчелистчета. Тичинките са сраснали, 6 – 1 на брой.
Плодът е боб с 3 – 10 семена.

## Видове
Описани са 4 вида и 4 подвида от род Robinia:
- Robinia hispida L.
- Robinia neomexicana A. Gray
- Robinia pseudoacacia L. – Бял салкъм
- Robinia viscosa Vent.

### Хибриди
- Robinia × ambigua Poir. (R. pseudoacacia × R. viscosa)
- Robinia × holdtii Beissn. (R. neomexicana × R. pseudoacacia)
- Robinia × longiloba Ashe (R. hispida × R. viscosa)
- Robinia × margaretta Ashe (R. hispida × R. pseudoacacia)